# Ernest Goupil
Pour les articles homonymes, voir Goupil.
Ernest Goupil (Châteaudun, 1814 - Hobart, 1840) est un peintre, dessinateur et aquarelliste français. Il est connu pour les illustrations qu'il a effectuées lors d'une expédition autour du monde dont il était le peintre officiel, et qui sont parues dans le Voyage au pole sud et dans l'Océanie sur les corvettes l'Astrolabe et la Zélée, exécuté par ordre du roi pendant les années 1837-1838-1839-1840 (1845).

## Biographie
Auguste Ernest Goupil est né le 10 avril 1814 selon la déclaration faite par ses parents dans l'acte de naissance à Châteaudun, fils d'Auguste Goupil, pharmacien à Paris, et d'Anne Lutton, mariés à Paris le 2 décembre 1793. Il a deux frères aînés : Auguste, né en 1794, docteur en médecine et Adolphe, né en 1806, qui sera un des plus importants marchands et éditeurs d'art du xixe siècle.
Selon Jules Dumont d'Urville, Ernest Goupil est né en mars ou le 14 avril 1814 à Châteaudun,. Sa mère aurait fui la guerre et il serait né avant terme.

### Formation
Il étudie la peinture à l'atelier de Louis Étienne Watelet, puis auprès de Jules Coignet.
En 1833, il voyage en Auvergne et se lie d'amitié avec son compagnon de l'atelier Watelet, Prosper Marilhat, dont le succès de ses images orientalistes a inspiré ses envies de voyage, afin de ne pas se contenter de copier les œuvres d'autres artistes. Charles Mozin a lui aussi contribué à donner à Goupil le besoin d'étudier la nature, en particulier en bord de mer.

### Premiers voyage
En novembre 1835, Goupil embarque à Saint-Valery pour un bateau marchand qui contourne l'Espagne pour aller à Marseille. Ne pouvant étudier à Cette, il embarque pour l'Algérie. Mais le voyage est houleux et il n'arrive qu'en février de l'année suivante. Il reste deux mois en Afrique puis rentre à Marseille. Malgré une production intéressante, il part à Montpellier rejoindre son ami, le peintre Gaspard-Jean Lacroix, qui s'y était installé avec Jean-Baptiste Camille Corot et Achille-Adolphe Francey. Il reste sur les bords de la Méditerranée jusqu'en 1836, où il repart préparer le Salon de Paris, auquel il avait aussi participé en 1834 et 1835.

### Expédition avec Dumont d'Urville
Quand il apprend que Jules Dumont d'Urville prépare une expédition scientifique de trois ans, Ernest Goupil présente au capitaine ses dessins afin d'y être enrôlé. Il obtient ainsi du ministre de la marine le titre officiel de dessinateur de l'expédition autour du monde et au pôle antarctique, à bord de la Zélée et de l’Astrolabe. Il y est très productif et très apprécié par l'équipage. Dans Voyage au pole sud et dans l'Océanie sur les corvettes l'Astrolabe et la Zélée, exécuté par ordre du roi pendant les années 1837-1838-1839-1840 (1845), ses dessins sont transposés sur pierre, notamment par Émile Lassalle, Pharamond Blanchard et Adolphe Jean-Baptiste Bayot (en). Dumont d'Urville raconte : « Sur la Zélée, M. Goupil emplit ses cartons de tableaux précieux, et sur l'Astrolabe, le jeune chirurgien Le Breton, qui a un talent remarquable dans ce genre, exécute aussi à ma demande des dessins charmants. »
Certains dessins ont été envoyés au ministre de la marine et ont été montrés au roi, qui voulut les voir transposés en peinture par le peintre de marine Théodore Gudin, mais Goupil n'aurait pas donné son consentement. La frégate atteint les îles du Pacifique, dont la luxuriance plaît énormément au peintre, au point d'être frustré de ne pas pouvoir retranscrire la totalité de ce qu'il voyait, par manque de temps.
Mais à Samarang, l'équipage est frappé d'une violente épidémie, et après deux mois de souffrance, Ernest Goupil succombe à son tour de dysenterie à Hobart, le 2 janvier 1840,. Il est enterré avec les honneurs militaires à Hobart-Town, et le Cap Legoupil est baptisé d'après lui. 

## Œuvres
Ernest Goupil est fortement inspiré par Claude Le Lorrain et Jan-Baptist Huysmans. Il cherche à reproduire fidèlement ce qu'il voit, sans recherche de forts contrastes, et éloigné des fantaisies des Orientalistes.
Il a principalement produit des aquarelles et des peintures (gouache).
La bibliothèque nationale de France conserve un recueil des œuvres d'Ernest Goupil.

Illustrations pour le Voyage au pole sud et dans l'Océanie sur les corvettes l'Astrolabe et la Zélée
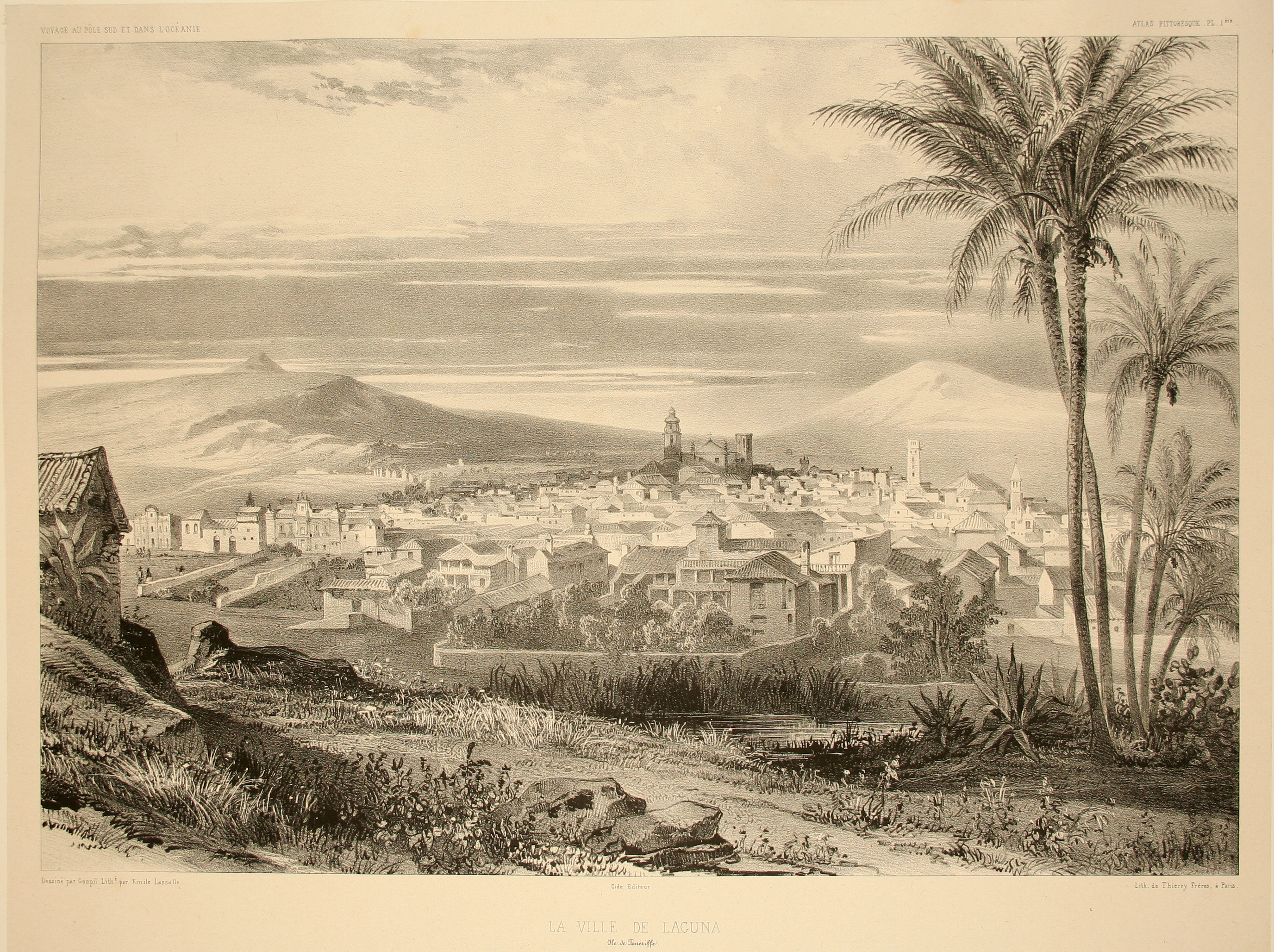
Tenerife
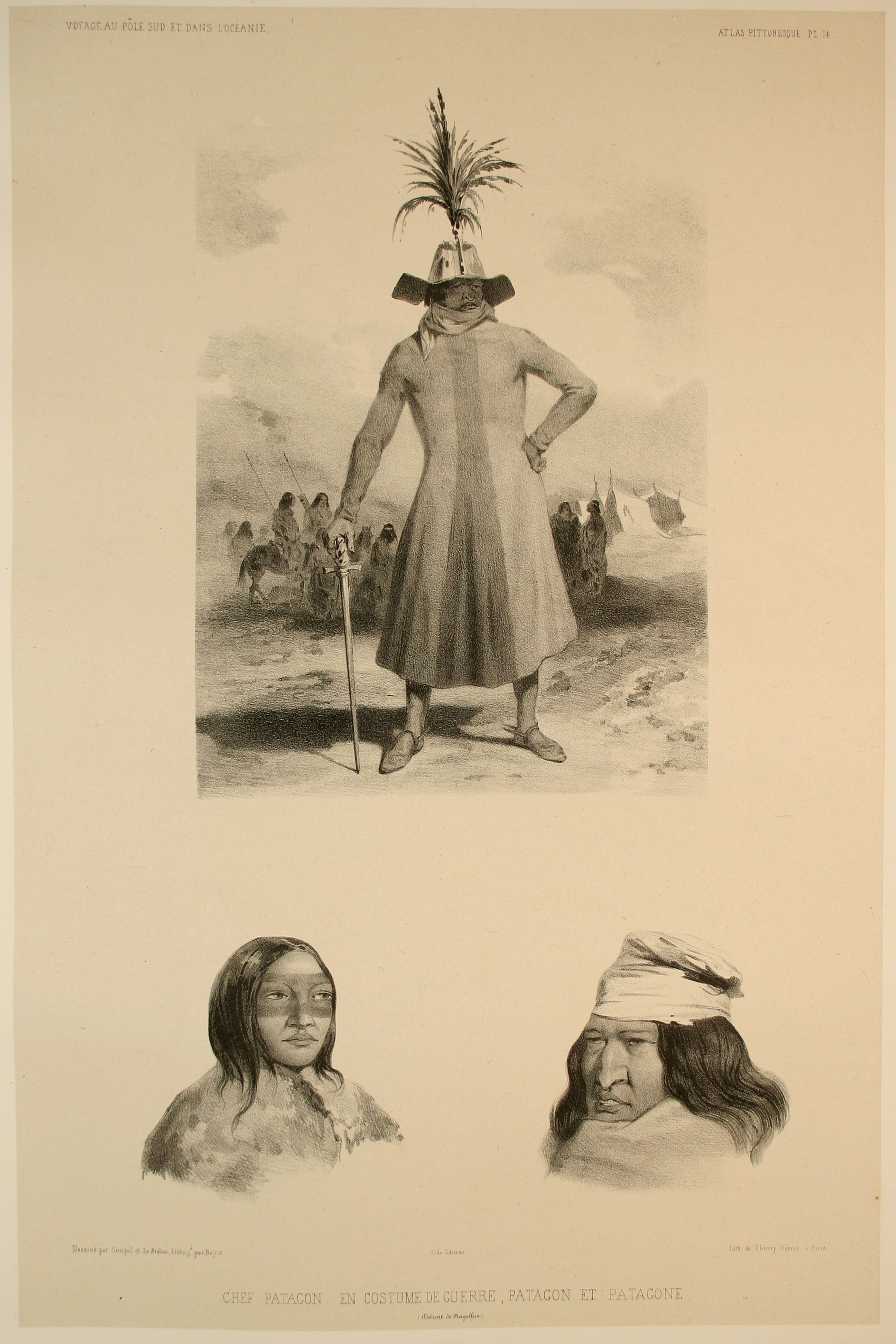
Chef patagon en costume de guerre
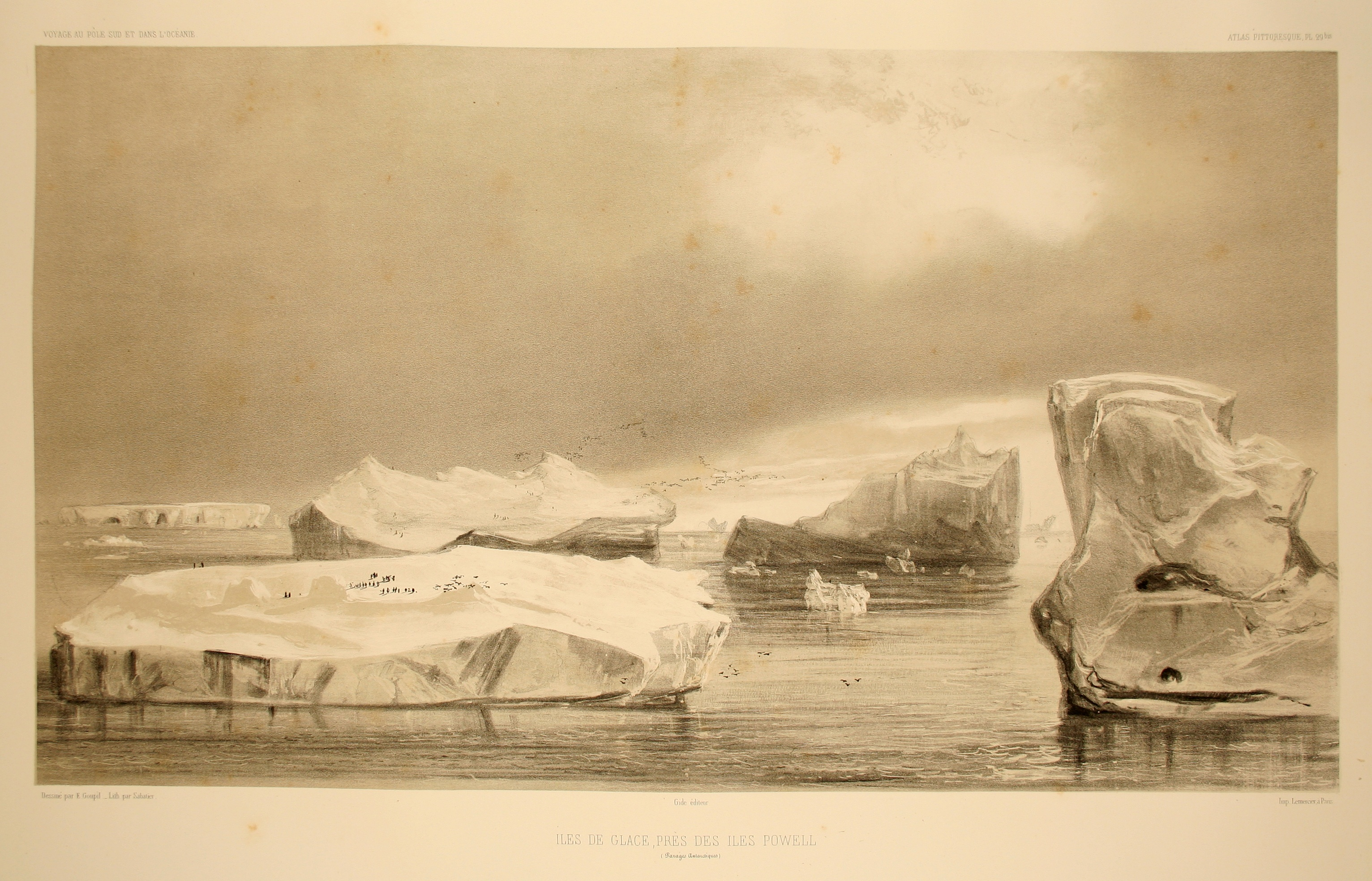
Formes diverses d'îles de glace
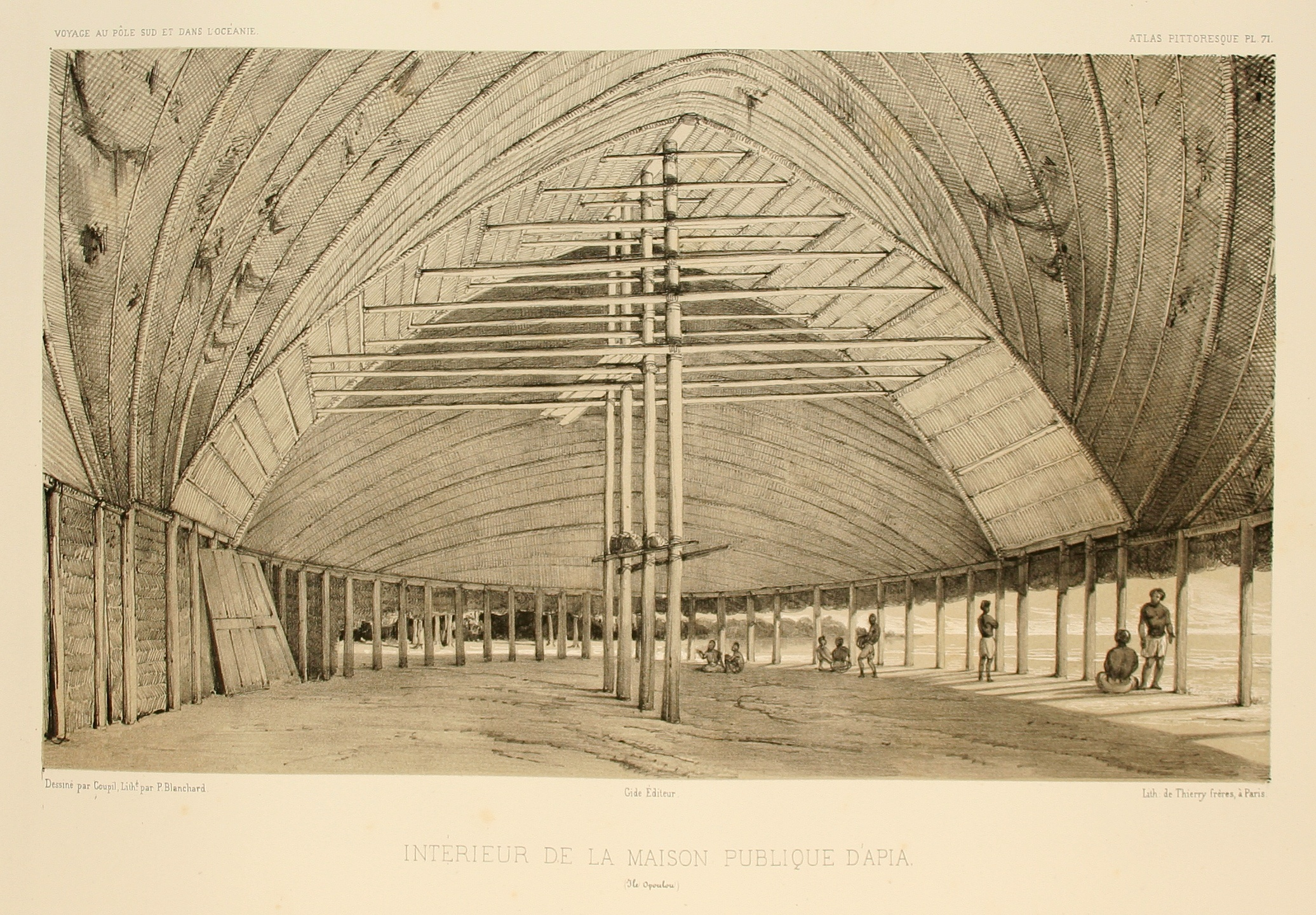
Intérieur de la maison publique d'Apia